# Alkietas Panagulias
Alkietas „Alkis” Panagulias (ur. 30 maja 1934 w Salonikach, zm. 18 czerwca 2012 w Vienna) – grecki piłkarz występujący na pozycji obrońcy, oraz trener piłkarski.
Jako zawodnik najdłużej związany był z Arisem Saloniki. Dzięki wszechstronnemu wykształceniu i dobrej znajomości języka angielskiego szybko zauważyli go działacze Greckiego Związku Piłki Nożnej i w 1971 został asystentem selekcjonera reprezentacji Grecji, Billy'ego Binghama. Po jego ustąpieniu przejął kadrę, którą w 1980 po raz pierwszy w historii wprowadził do międzynarodowego turnieju (Euro 1980). Czternaście lat później, w czasie drugiej przygody selekcjonerskiej, awansował – również pierwszy raz – do finałów mistrzostw świata (Mundial 1994). Pomiędzy dwoma kadencjami na stanowisku trenera drużyny narodowej pracował m.in. w Olympiakosie Pireus, z którym zdobył trzy tytuły mistrza kraju. W drugiej połowie lat 90. i później znacznie ograniczył swoją działalność szkoleniową.

## Kariera piłkarska i pobyt w USA
Występował na pozycji stopera w Arisie Saloniki. Po zakończeniu kariery sportowej wyjechał do Stanów Zjednoczonych, gdzie ukończył studia na wydziale nauk politycznych Upsala College w New Jersey. Na Uniwersytecie Nowojorskim uzyskał dyplom specjalisty od spraw Organizacji Narodów Zjednoczonych. Ponadto pobierał nauki w Amerykańskiej Akademii Sportu.

## Kariera szkoleniowa
Licencję trenerską otrzymał w 1968 po odbyciu kursu w angielskim Loughborough FC. Od 1971 pracował w Greckim Związku Piłki Nożnej jako opiekun kadry juniorów i reprezentacji młodzieżowej oraz asystent selekcjonera drużyny narodowej, Irlandczyka z Północy Billy'ego Binghama.
Pod koniec 1973 przejął od Binghama dorosłą reprezentację i wprowadził ją do Euro 1980. Na włoskich boiskach Grecy zaprezentowali się słabo i już po rundzie grupowej musieli wracać do domu. Panagoulias ustąpił ze stanowiska 29 listopada 1981 po porażce z Jugosławią w eliminacjach do Mundialu 1982.
Objął zespół Olympiakosu Pireus i wiosną 1982 świętował z nim mistrzostwo kraju. Wyczyn ten powtórzył także w roku następnym.
W 1983 wyjechał do Stanów Zjednoczonych i został selekcjonerem pierwszej oraz olimpijskiej reprezentacji USA. Mimo niepowodzenia na Igrzyskach Olimpijskich 1984 Grek zachował stanowisko. Odszedł dopiero po przegranej w kwalifikacjach do Mundialu 1986.
We wrześniu 1986 ponownie został zatrudniony w Olympiakosie. Jego podopieczni, wśród których był wówczas polski bramkarz Jacek Kazimierski, wiosną 1987 świętowali kolejny tytuł mistrza Grecji.
W latach 1988–1990 prowadził Aris FC. W czerwcu 1992 ponownie został mianowany selekcjonerem reprezentacji Grecji. Jako pierwszy szkoleniowiec w historii wprowadził ją do finałów mistrzostw świata, ale podczas Mundialu 1994 Grecy nie tylko przegrali wszystkie trzy mecze, ale i nie strzelili ani jednej bramki. 60–letni trener podał się do dymisji.
Później pracował jeszcze w Arisie i Iraklisie Saloniki, ale bez większych sukcesów.

## Sukcesy
Kariera szkoleniowa
- Olympiakos SFP:
  - mistrzostwo Grecji 1982, 1983 i 1987
  - Superpuchar Grecji 1987
- reprezentacja olimpijska USA:
  - start na Igrzyskach Olimpijskich 1984 (runda grupowa)
- reprezentacja Grecji:
  - awans do Euro 1980 i start na tym turnieju (runda grupowa)
  - awans do Mundialu 1994 i start na tym turnieju (runda grupowa)

## Działalność polityczna
Jesienią 1993 kandydował z ramienia konserwatywnej partii Nowa Demokracja do greckiego parlamentu, ale nie został wybrany.
Od 2001 był prezesem Amerykańsko-Greckiego Instytutu (AHI) w Salonikach.

## Życie prywatne
Miał dwoje dzieci – córkę Despinę i syna Ioannisa, oboje mieszkają w Waszyngtonie.